# أنسلمو رامون
أنسلمو رامون (بالبرتغالية: Anselmo Ramon‏) (23 يونيو 1988 في كاماكاري في البرازيل – )؛ هو لاعب كرة قدم كان يلعب كمهاجم.

## وصلات خارجية
- أنسلمو رامون على موقع رابطة كرة القدم اليابانية للمحترفين (اليابانية)
- أنسلمو رامون على موقع قاعدة بيانات كرة القدم.إي يو (الإنجليزية)
- أنسلمو رامون على موقع Soccerway.com (الإنجليزية)
- أنسلمو رامون على موقع عالم كرة القدم.نت (الإنجليزية)